# فورت گرین اسپرینگز (فلوریدا)
فورت گرین اسپرینگز (به انگلیسی: Fort Green Springs) یک منطقهٔ مسکونی در ایالات متحده آمریکا است که در فلوریدا واقع شده‌است. فورت گرین اسپرینگز ۲۳۱ نفر جمعیت دارد و ۳۵٫۰۵ متر بالاتر از سطح دریا واقع شده‌است.